# Nipterella duplex
Nipterella duplex är en svampart som först beskrevs av Karl Starbäck, och fick sitt nu gällande namn av Starbäck & Dennis 1962. Nipterella duplex ingår i släktet Nipterella och familjen Helotiaceae.   Inga underarter finns listade i Catalogue of Life.